# Italian Boys
Italian Boys è un film del 1982 diretto da Umberto Smaila.

## Trama
Trip Radio, di proprietà del Dottor Viganò, è condotta da un gruppo di sgangherati dj che il proprietario richiama all'ordine perché in totale perdita economica. Il gruppo decide allora di rapire il popolare dj Umberto, così da fare guadagnare pubblico all'emittente. Umberto si inventa il motto "liberate la scimmia" che attira l'attenzione degli ascoltatori, fa salire gli indici di ascolto e si innamora della dj Loredana.
Il gruppo di dj teme però che, visto il successo di Umberto, il Dottor Viganò decida di tenere solo lui e licenziare gli altri. Umberto organizza allora un raggiro alle spalle di Viganò per costringerlo a svendere la radio: fargli credere che gli indici di ascolto siano ancora in netto calo. L'espediente funziona, ma il gruppo deve ora reperire i soldi promessi da un Umberto camuffato all'imprenditore milanese.
Abele, leader di Radio Metropolis e rivale di Trip Radio, geloso della vivacità dimostrata da quest'ultima, lancia una sfida ai loro dj: un match musicale all'ultima nota per guadagnare pubblico portandolo nel settore loro riservato alla discoteca Kiwi, con giudice Ivan Graziani, "L'ultimo dei futuristi". Chi vincerà avrà in premio un mucchio di soldi ed una fiammante vettura di classe.
Dopo incerti e alterni successi parziali, Umberto e i suoi vincono la gara.

## Colonna sonora
La colonna sonora del film è stata composta dallo stesso Umberto Smaila unitamente a Gilberto Ziglioli. Smaila è autore e produttore, unitamente a Riccardo Borghetti, dell'unico supporto fonografico distribuito con il tema del film, arrangiato da Ziglioli: il 45 giri Italian Boys. Il singolo è stato pubblicato in una sola edizione dall'etichetta discografica Numero Uno con numero di catalogo ZBN 7286. Il brano, presente in due versioni sul disco, è cantato dal gruppo musicale Italian Boys, ensemble vocale estemporaneo composto dagli attori del film che interpretano i dj di Trip Radio: Rosa Fumetto, Andrea Mingardi, Mauro Micheloni, Patrizia Pellegrino, Umberto Smaila e Max Venegoni.
Inoltre, nel corso della sfida in discoteca si esibisce (schierato dalla parte di Trip Radio) il gruppo I Cacao, eseguendo il brano Bravo Culumb, il cui cantante è  Dario Guidotti, già membro di una band italiana di genere rock progressivo, i Jumbo.

### Tracce
1. Italian Boys (Parte I) – 4:35 (Umberto Smaila, Riccardo Borghetti)
2. Italian Boys (Parte II) – 4:10 (Umberto Smaila, Riccardo Borghetti)

Durata totale: 8:45

## Critica
(Francesco Mininni, Magazine italiano tv)
(Segnalazioni Cinematografiche)
(FilmTv.it)